# Карама (приток Ануя)
Карама (в исторических документах встречается также название Степной Ануй) — река в Солонешенском районе Алтайского края. Устье реки находится на 277 км по правому берегу реки Ануй. Длина реки составляет 28 км. Образуется слиянием ручьёв Фадин и Прямой.

## Притоки
От истока к устью: ручей Фадин, Прямой, Барсучий, Иванов, Куевата, Чегон, Рыбный.

## Хозяйственное использование
На берегах реки — сёла Степное и Туманово. В долине реки в 90-е годы XX века осуществлялась добыча золота.

## Стоянка Карама
В 2004 году в 3 км выше по течению от устья реки Карама был найден один из самых древнейших археологических памятников в России — стоянка Карама, возраст которой, по предварительным оценкам, составляет 600—800 тысяч лет.

## Данные водного реестра
По данным государственного водного реестра России относится к Верхнеобскому бассейновому округу, водохозяйственный участок реки — Обь от слияния рек Бия и Катунь до города Барнаул, без реки Алей, речной подбассейн реки — бассейны притоков (Верхней) Оби до впадения Томи. Речной бассейн реки — (Верхняя) Обь до впадения Иртыша.